# Estadio La Molineta
El estadio municipal de deportes La Molineta o también estadio La Molineta es un estadio de fútbol ubicado en la ciudad de Alfaro, La Rioja, España. Fue inaugurado el 14 de agosto de 1975 y pertenece al Ayuntamiento de Alfaro. Lo utilizan el Club Deportivo Alfaro
Cuenta con un aforo para 4000 espectadores (1000 espectadores sentados y otros 3000 de pie). Desde 2001 cuenta con iluminación artificial para poder retransmitir partidos de televisión. En 2004 se renovaron baños y vestuarios. También cuenta con pista de atletismo y en 2006 fue inaugurado el anexo al campo, siendo este ya de hierba artificial. La última reforma que se realizó en las instalaciones fue la colocación de asientos en la tribuna en enero de 2008, y durante la temporada 2007-2008 se reformó la fachada principal del estadio, renovando la zona de entrada y taquillas.
- Datos: Q5848077